# Burgemeesters in oorlogstijd
Burgemeesters in oorlogstijd. Besturen onder Duitse bezetting is een boek van historicus Peter Romijn uit 2006 over de politieke geschiedenis van het lokaal bestuur in Nederland tijdens de Tweede Wereldoorlog. 

## Inhoud
Romijn beschrijft hoe Nederlandse burgemeesters onder Duitse bezetting in een lastige spagaat terechtkwamen. Als ze aanbleven, waren ze gedwongen tot samenwerking met de bezetter. Maar als ze aftraden, zou hun plaats waarschijnlijk ingenomen worden door een NSB’er. Naar hun verwachting zou dat de situatie aanzienlijk verergeren. Bovendien namen de Duitsers in de loop van de bezetting steeds meer strafmaatregelen tegen burgemeesters die aftraden.
Veel burgemeesters besloten om voorlopig aan te blijven, om 'te redden wat er te redden valt'. Om in functie te kunnen blijven stonden ze toe dat hun macht ingeperkt werd en tolereerden ze anti-Joodse maatregelen. Daarbij speelde ook een verkeerde inschatting van de Duitse intenties een rol. Volgens Romijn bepaalde een paternalistische beschermingsreflex voor een belangrijk deel de keuzes die de burgemeesters maakten. Ze wilden voorkomen dat burgers met de bezetter in conflict zouden komen, en traden daarom vaak op als dempers van het anti-Duitse protest. Pas vanaf het voorjaar van 1943 keerden de aangebleven burgemeesters zich actiever tegen de plannen van de bezetter. Romijn concludeert dat het lokaal bestuur tijdens de bezetting een instrument van de Duitse macht was. 
Hier ligt een zware collectieve verantwoordelijkheid en het is van geval tot geval de vraag of de verdiensten hebben opgewogen tegen de nadelige gevolgen. (p. 673)